# 1900년 하계 올림픽 소방
1900년 하계 올림픽 소방은 프랑스 파리에서 개최된 1900년 하계 올림픽의 비공식 종목이다. 당시 2개의 세부종목이 있었다.
1900년 올림픽 때 한 다른 비공식 경기와 같이 소방경기는 1900년 세계 박람회의 일환으로 여겨졌지 올림픽 종목으로 여겨지지는않았다. 그러나 미국의 알버트 스폴딩이 쓴 1900년 대회의 미국 리포트에 의하면 한 페이지 전체를 한 경기 종목에 투자했으며 캔자스 시티가 이겼고 '그것의 유명한 엔진과 걸이와 사다리 회사가 No.1'이라고 써져있었다.

## 메달리스트
| 종목       | 금               | 은                                                                                    | 동                |
| ---------- | ---------------- | ------------------------------------------------------------------------------------- | ----------------- |
| 자원봉사자 | 포르투갈 포르투  | 영국 레이턴                                                                           | 헝가리 부다페스트 |
| 프로       | 미국 캔자스 시티 | [[파일:{{{국기그림-1861}}}\|22x20px\|border \|이탈리아\|링크=이탈리아]] 이탈리아 밀란 | 없음              |